# Марийское Гондырево
Марийское Гондырево — деревня в Алнашском районе Удмуртии, входит в Староутчанское сельское поселение.
Население на 1 января 2008 года — 122 человека.

## Географическое положение
Деревня располагается в западной части района на левом берегу реки Возжайка и находится в 17 км к юго-западу от районного центра села Алнаши и в 102 км к юго-западу от Ижевска.

## История
По итогам десятой ревизии 1859 года в 10 дворах казённой деревни Гондырево Черемисское Елабужского уезда Вятской губернии проживало 56 жителей мужского пола и 50 женского. На 1916 год жители деревни Черемисское Гондырево Елабужского уезда Вятской губернии числились прихожанами Пророко-Ильинской церкви села Новогорское.
В 1921 году, в связи с образованием Вотской автономной области, деревня передана в состав Можгинского уезда. В 1924 году деревня передана из Новогорской волости в Алнашскую, при последующем укрупнении сельсоветов образован Вотско-Гондыревский сельсовет в состав которого среди прочих вошла и деревня Мари Гондырево. В 1929 году упраздняется уездно-волостное административное деление и деревня причислена к Алнашскому району. В феврале 1931 года в деревне Мари-Гондырево образован колхоз «Уял».
- Алембаева Пайкей (1890 г.р.) — член семьи кулака.
- Ефимов Сайтей Ефимович (1888 г.р.) — кулак.
- Сайтеев Владимир Сайтеевич (1930 г.р.) — член семьи кулака.
- Сайтеев Данил Сайтеевич (1920 г.р.) — член семьи кулака.
- Сайтеев Исак Сайтеевич (1925 г.р.) — член семьи кулака.
- Сайтеев Лазарь Сайтеевич (1927 г.р.) — член семьи кулака.
- Сайтеев Сарбей Сайтеевич (1914 г.р.) — член семьи кулака.
- Тарасов Демид Тарасович (1875 г.р.) — арестован 6 октября 1937 года. Приговор: ВМН, расстрелян 2 ноября 1937 года.

В июле 1950 года объединены колхозы нескольких соседних деревень (в том числе деревни Мари-Гондырево), образован укрупнённый колхоз «Коммунар», с центральной усадьбой в деревне Удмуртское Гондырево. В 1963 году Удмурт-Гондыревский сельсовет упразднён и деревня причислена к Староутчанскому сельсовету.
16 ноября 2004 года Староутчанский сельсовет был преобразован в муниципальное образование «Староутчанское» и наделён статусом сельского поселения.